# Pterolophia baudoni
Pterolophia baudoni là một loài bọ cánh cứng trong họ Cerambycidae.